# Anim
Anim（アニム）は、株式会社エスアイエスプランニングのアダルトゲームブランド。フランス書院の官能小説のゲーム化からスタートしたのち、凌辱ものや寝取られで成功を収め、のちにサブブランド「ANIM team.MM」と「ANIM Mother&Wife」を立ち上げた。また、2013年以降はエスアイエスプランニングにおける制作の主体として位置づけられている。

## 歴史
デビュー作『 凌辱看護婦学院』（2001年）をはじめ、初期は北原童夢の官能小説を原作とする作品を多く手掛けてきた。
2004年に触手凌辱系ものの『虐襲』で人気を博し、以降は官能小説のゲーム化に加え、ダーク系の作品の発売が続いた。2008年に発売した『息子の友達に犯されて』以降は人妻ものの発売が続いた。
また2011年には、ディレクターの漣枕が自分の好きな作品を作るためにサブブランド「ANIM team.MM」を立ち上げ、『NTR彼女はいじめられっ娘』でデビューを果たした。その後、2020年にスワッピングを題材とした『俺の彼女は他人棒が気になるようです。』にて作風の幅を広げることに成功した。
これとは別に、2015年には主人公と母親の肉体関係を主題としたレーベル「ANIM Mother&Wife」を立ち上げ、『いつまでも息子のままじゃいられない!』でデビューを果たし、シリーズ化につなげた。こちらは、原画家・八月朔日珈瑠をメインとしていることも特徴である。

## 作品一覧

### フランス書院の官能小説を原作にした作品
北原童夢原作
- 凌辱看護婦学院
  - 凌辱看護婦学院 DVDPG
  - 凌辱看護婦学院～リメイク版～
- 凌辱痴漢地獄
  - 凌辱痴漢地獄 DVDPG
  - 下半身の壁 ～ 新･凌辱痴漢地獄 ～
  - 凌辱痴漢地獄2～下半身の壁 DVDPG
- 新人看護婦･美帆 ～ 十九歳の屈辱日記 ～
  - 新人看護婦・美帆～十九歳の屈辱日記～ DVDPG
- 私立レイプ女学院
  - 私立レイプ女学院 DVDPG
- 凌辱五重奏 ～ 淫獄への誘い ～
  - 凌辱五重奏～淫獄への誘い… DVDPG
- 背教学園 ～ 操られた信仰 ～
- 必殺痴漢人
  - 必殺痴漢人II
- 処女狩 ～ オトメガリ ～

わかつきひかる原作
- いもうと ～ Sweet＆Bitter ～

### オリジナル作品
- 虐襲シリーズ
  - 虐襲
    - 虐襲 DVDPG

  - 虐襲弐〜巫女ノ祭壇〜
  - 虐襲3
  - 虐襲4
    - 虐襲4 EXTRA SCENARIO

  - 虐襲5
    - 虐襲5 ANIME EDITION ＆ EXTRA SCENARIO PACK
- 戦隊シリーズ
  - 特命戦隊ユズレンジャー
    - 特命戦隊ユズレンジャー DVDPG

  - 特警戦隊サイレンジャー
- 息子の友達シリーズ
  - 息子の友達に犯されて
  - 息子の友達に堕とされて～あぁ…私、一人の女に戻ります～
  - 息子の友達にハメられて ～厳選Hシーンアニメーション版～
- 昼下がりの団恥淫妻シリーズ
  - 昼下がりの団恥淫妻 ～夫には言えない秘密の訪問販売～
  - 昼下がりの団恥淫妻2 ～夫には言えない秘密の訪問販売～
  - 昼下がりの団恥淫妻3 ～夫には言えない秘密の訪問販売～
- 奥さんシリーズ
  - 先輩の奥さんに誘惑されて、身も心も寝取る話
  - 上司の奥さんの欲求不満を解消させて、身も心も寝取る話
  - 後輩の奥さんに昔のよしみで甘えて、身も心も寝取る話
- メス堕ち！シリーズ
  - メス堕ち！魅惑の人妻ライフ～年上妻たちとのいちゃらぶ汁だく性活～
  - メス堕ち！巨乳妻との癒され愛温泉～巨乳妻たちと身も心もふれあうラブエロ性活～
  - メス堕ち！オレのネトリ棒で淫らに喘ぐ先輩＆後輩妻～ムッチリ肉厚の巨乳妻たちとのハメハメラブライフ～
  - メス堕ち！巨乳水着妻達とのラブエロスイミング！～プールで監視員のバイトを始めたら水着の人妻達に囲まれて童貞喪失した！？～
  - メス堕ち！オレのネトリ棒で淫らに喘ぐ先輩＆後輩妻2～ムッチリ肉厚の巨乳妻たちとのいちゃラブハメ性活～
- メスつまみシリーズ
  - メスつまみ ～世話焼き年上妻と真面目なツンツン妻との愛欲性活～
  - メスつまみ2 ～いじっぱり強気妻と清楚な気弱妻とのラブエロ性活～
  - メスつまみ3 ～しっかり年下妻とおっとり年上妻とのエロハメ肉欲性活～
- あねつまみシリーズ
  - あねつまみ ～魅惑の幼なじみお姉さん人妻とのめちゃエロ同棲LoveLife～
  - あねつまみ2 ～エッチなお姉さん人妻にたっぷり甘えるめちゃシコLoveLife～
- ママハハシリーズ
  - ママハハは息子を愛してる！～お母さんに甘えていいのよ…倫子ママのエッチなお世話事情～
  - ママハハは息子を愛してる！2～ママがぜーんぶ教えてあげる♪優奈ママの甘やかし射精性活～
- お姉ちゃんのあまエロレッスンシリーズ
  - お姉ちゃんのあまエロレッスン～世話焼き巨乳お姉ちゃん先生にたっぷり甘えるめちゃエロすくーるライフ～
  - お姉ちゃんのあまエロレッスン２～お隣の巨乳お姉ちゃんにイッパイ甘やかされるめちゃエロライフ～
- 学らぶ 〜わがままなポニーテイル〜
- 伸ばしたこの手は届かない
- 籠の中の戦乙女
- 人妻交姦日記
- Please，Maid Me! (「anim-e」名義で発売)
- 愛娘という名の玩具
- 絶望師
- 淫獄痴漢列車
- 沈黙の女学園 ～阿鼻叫喚の肉欲の宴は終わりを見せるのか～
- 管理人さんは未亡人
- 七姫コレクション Princess Collection～美しき巨乳姫と人類最強の男～
- 牝堕ち巨乳妻は俺のモノ～負け組の俺が勝ち組の友人から美人妻を寝取る話～

### ANIM team.MM
- 壁の向こうの妻の嬌声シリーズ
  - 壁の向こうの妻の嬌声～愛する妻の肢体はもう、隣の旦那を忘れられない～
  - 壁の向こうの妻の嬌声2～隣で激しく腰を振る汗だくの妻は、絶頂の果てに白濁汁を注がれ淫らなイキ顔を上司に魅せる～
  - 壁の向こうの妻の嬌声3～薄壁から響く隣人妻の艶声は、いつしか愛する妻の淫れたヨガり声へと変わっていた～
- 妻の肉穴にホームステイするマッチョ留学生シリーズ
  - 妻の肉穴にホームステイするマッチョ留学生～出張中のその裏で、妻は黒光り棒から溢れるほどの白濁を注がれ、悦びに満ちたアクメ顔を晒していた～
  - 妻の肉穴にホームステイするマッチョ留学生2軒目～元巨乳グラドルの妻は、ダニーズ・ブートキャンプで汁だくメス子宮（ぶくろ）に開発されていた～
- 僕に抱かれ喘ぐ妻はシリーズ
  - 僕に抱かれ喘ぐ妻は、他の男に抱かれた話を紡ぐ～妻の綺麗な肉ビラが他の男のイキリ棒に押し広げられているのを見て、ガチガチにカンカン棒を膨張させる～
  - 僕に抱かれ喘ぐ妻は、他の男に抱かれた話を紡ぐ2～憂いの爆乳妻は他人棒で自信と肉欲を高ぶらせ、悦楽の華を咲かせる～
- NTR彼女はいじめられっ娘
- 兄貴の妻は俺の肉妻～夫には見せない淫らな貌を義弟に晒す巨乳若妻～
- 催眠カウンセラー～元上司のJK娘を堕とす報復の肉穴催眠～
- もしも用務員のおじさんが催眠を覚えたら…～女教師を淫らに堕とす、肉欲の法悦催眠～
- 妻の媚肉を弄 る父の太い指～知らぬ間に父のモノになっていた愛妻は、悦びの喘ぎとともに腰をうねらせていた～
- 彼女の肢体に付いたアイツの唇痕幼馴染みの巨乳彼女は先輩の大きな腕に包まれ淫蕩けた笑みを浮かべる～
- 僕ママ×友ママ交姦ハメップ性活～母性あふれる僕らの巨乳ママたちは背徳に身悶えながら甘えん棒を貪り喘ぐ～
- 俺の彼女は他人棒が気になるようです。～からかい上手な変態彼女との青春スワッピングは、俺の隠れ性癖を開花し肥大化させました～[2]
- 凛とした最愛妻は、人知れず淫乱ら妻へと堕ちて～他の男を受け挿れ拡げられた濡れ穴は、もう俺のモノでは埋められない～
- 愛妻×交姦　妊活スワッピング～孕み頃の妻たちは子種を求め肉欲の華を咲かせる～
- 僕がいない間に変貌えられた妻の秘肉～ラブラブ新婚妻は他の男に抱かれ淫らに喘ぐ夢を見るか～
- 友達ん棒で淫らな汁を溢れさせる母の熟れた蜜穴～巨乳を揺らし身悶える母さんの喘ぎ声は、隣の僕の部屋まで響き渡る～

### ANIM Mother&Wife
- いつままシリーズ
  - いつまでも息子のままじゃいられない！～巨乳で美人な母さんは家では無防備すぎて僕の股間はもう限界！～
  - いつまでも息子のままじゃいられない！2～巨乳教師の母さんに家でも学園でも甘えたい！ああっ、いいよ母さんっ！　はぁはぁ、すごく昂奮するっ！～
  - いつまでも息子のままじゃいられない！3～巨乳でムチムチな母さんのおっぱいを吸って揉んで挟んでイッパイ射精したい！～
  - いつまでも息子のままじゃいられない！4～巨乳でカワイイ母さんのおっぱいに包まれていっぱい甘えたい！～
  - いつまでも息子のままじゃいられない！5～巨乳おっとりママのあったかおっぱいに包まれながら甘えたいっ！～
  - いつまでも息子のままじゃいられない！6～巨乳でクールな母さんのおっぱい に抱かれながらたっぷり甘えたいっ！～
- いつママシリーズ
  - いつまでも息子のママじゃいられない！～世話好き愛生母さんのむちむちおっぱいに甘えていっぱい射精したい！～
  - いつまでも息子のママじゃいられない！2～愛情たっぷり香夏子母さんのむっちりボディに射精管理されていっぱい射精したい！～
  - いつまでも息子のママじゃいられない！3～甘やかし里美母さんのあったかおっぱいに抱かれていっぱい射精したい！～
- いつまでも僕だけのママのままでいて！～ああ、良いよママ！ もっともっとしゃぶらせて！！ デリバリーママがストライクゾーン過ぎて僕の股間はもう限界！！！～
- いつまでも俺は母に恋してる！～いいよ、ママに甘えて、おっぱいでいっぱいお世話してあげる♪～
- 姉×姉！どっちが好き？どっちも！！～優しいお姉ちゃんとクールなお姉ちゃんに挟まれて僕はもうっ！！～
- いつまでもママといっしょ！～誘惑ママのおっぱいに甘えていっぱい射精したい！～
- ママラブ！～僕の彼女は僕のママ☆おっとり巨乳愛奈ママ～

### ANIMovie
- 清楚な同級生人妻はオレの××で愛慾に目覚める。新感覚アニメーションノベル妻缶
- 俺を見下すセレブ妻のドM願望 新感覚アニメーションノベル妻缶2

### DVD-PG
CROWDのゲームにDVD-PG化
- 終わりなきメイド達の夜 DVDPG
- ときめきCheck In！～DVDPGオリジナル版～
- 狂＊師 ～ねらわれた制服～ DVDPGオリジナル版

## 主なスタッフ
原画
- おもち
- bbsacon
- ほたかたまごろー - 外注

シナリオ
- 酒井童人 - 外注

ディレクター
- 漣枕 - 2006年にグラフィッカーとして入社し、『主治医の淫謀』（2009年発売）でディレクターデビューを果たした[1]。

## 備考
- 「ANIpack」という自社ゲームを複数収録したパックものを2作発売している。（ただし、ANIpack2ではCROWD作品の「終わりなきメイド達の夜」が収録されている。）